# 파루 (기업)
파루(영어: PARU)는 태양광 발전용 추적장치 기업이다.
특허 받은 실시간 태양 추적 시스템을 가진 파루의 단축 (Single-Axis)/양축 (Dual-Axis) 태양광 트래커는 세계 40여국에 수출되고 있으며, 특히 미국 텍사스주 샌안토니오 지역에 세계 최대인 400MW 규모의 알라모 태양광 발전소 건설에 양축 추적식시스템을 제공함에 따라 전 세계 태양광 시장에 선도적인 기술력으로 품질을 인정 받고 있다.